# 13788 Dansolander
13788 Dansolander este un asteroid din centura principală de asteroizi.

## Descriere
13788 Dansolander este un asteroid din centura principală de asteroizi. A fost descoperit pe 18 octombrie 1998 la Observatorul La Silla de Eric Walter Elst. Asteroidul prezintă o orbită caracterizată de o semiaxă mare de 2,72 ua, o excentricitate de 0,23 și o înclinație de 8,6° în raport cu ecliptica.